# Înapoi în viitor II

Înapoi în viitor II (Back to the Future Part II) este un film SF american din 1989 regizat de Robert Zemeckis. În rolurile principale joacă actorii Michael J. Fox, Christopher Lloyd, Thomas F. Wilson, Lea Thompson și Elisabeth Shue.

## Prezentare
Marty McFly abia întors din trecut este luat din nou de către Dr. Emmet Brown și trimis prin timp în viitor. Sarcina lui Marty în viitor este să se dea drept fiul său pentru ca acesta să nu fie aruncat în închisoare. Din păcate, lucrurile se înrăutățesc când viitorul duce la schimbări în prezent.

## Actori
- Michael J. Fox este Marty McFly, Marty McFly Jr. și Marlene McFly
- Christopher Lloyd este Dr. Emmett Brown
- Thomas F. Wilson este Biff Tannen și Griff Tannen
- Lea Thompson este Lorraine Baines McFly
- Elisabeth Shue este Jennifer Parker
- James Tolkan est Gerald Strickland
- Jeffrey Weissman este George McFly
- Flea este Needles
- Crispin Glover este  George McFly (imagini de arhivă)